# Saint-Jean-de-Paracol
Saint-Jean-de-Paracol – miejscowość i gmina we Francji, w regionie Oksytania, w departamencie Aude.
Według danych na rok 1990 gminę zamieszkiwały 83 osoby, a gęstość zaludnienia wynosiła 12 osób/km² (wśród 1545 gmin Langwedocji-Roussillon Saint-Jean-de-Paracol plasuje się na 818. miejscu pod względem liczby ludności, natomiast pod względem powierzchni na miejscu 905.).